# 香花虾脊兰
香花虾脊兰（学名：Calanthe odora）为兰科虾脊兰属下的一个种。

## 扩展阅读
- 維基物種上的相關：香花虾脊兰